# El Limonar, Chicomuselo
El Limonar är en ort i Mexiko.   Den ligger i kommunen Chicomuselo och delstaten Chiapas, i den sydöstra delen av landet, 800 km sydost om huvudstaden Mexico City. El Limonar ligger 721 meter över havet och antalet invånare är 218.
Terrängen runt El Limonar är kuperad norrut, men söderut är den bergig. El Limonar ligger nere i en dal. Runt El Limonar är det ganska glesbefolkat, med 27 invånare per kvadratkilometer. Närmaste större samhälle är Grecia, 9,0 km öster om El Limonar. I omgivningarna runt El Limonar växer huvudsakligen savannskog.